# ペリー・ミナシアン
ペリー・ミナシアン（Perry Minasian, [mɪˈnæsɪən]; 1980年 - ）は、アメリカ合衆国・イリノイ州シカゴ出身の野球エグゼクティブ。現在はMLB・ロサンゼルス・エンゼルスのゼネラルマネージャー (GM)を務めている。

## 来歴
シカゴで生まれ、テキサス州ダラス・フォートワース複合都市圏で育った。同州アーリントンのラマー高校、テキサス大学アーリントン校に進学し、野球をしていた。
テキサス・レンジャーズとトロント・ブルージェイズでスカウトを務めた。
2017年9月からアトランタ・ブレーブスの組織に入った。その直後にジョン・コッポレラGMの外国人選手の獲得に関する不正が発覚し、アレックス・アンソポロスがGMに就任し、ミナシアンはアダム・フィッシャーの後任としてGM補佐に就任した。
2020年11月、ビリー・エプラーの後任としてロサンゼルス・エンゼルスのゼネラルマネージャーに就任した。同じくブレーブスからはドム・チティがGM特別補佐として、アレックス・タミンがGM補佐として、リック・ウィリアムズがスカウトとして招聘された。GM就任の前月にはジョー・マドン新監督の就任も発表されていた。2021年シーズン開幕までにトレードでライセル・イグレシアス、ホセ・イグレシアス、デクスター・ファウラーを、FAではホセ・キンタナ、カート・スズキなどを獲得した。

## 人物
- 父のザックはテキサス・レンジャーズに長年勤めていた[5]。
- 兄弟がいて、2020年時点でカルビンはワシントン・ナショナルズのクラブハウスコーディネーター、ザック・ジュニアはサンフランシスコ・ジャイアンツのスカウトディレクターである[6]。